# 1½ Ritter – Auf der Suche nach der hinreißenden Herzelinde
1½ Ritter – Auf der Suche nach der hinreißenden Herzelinde ist ein deutscher Film von Til Schweiger aus dem Jahr 2008.

## Handlung
Im Mittelalter wirbt der halbseidene Geschäftsmann Graf Luipold Trumpf beim finanziell gebeutelten König Gunther um seine Tochter Prinzessin Herzelinde. Herzelinde weigert sich, und Trumpf lässt sie deswegen vom Schwarzen Ritter entführen. So brechen der ehrenwerte Ritter Lanze, der Leibwächter der Prinzessin, und der türkische Kleinganove Erdal, der „halbe“ Ritter, auf, um die Prinzessin Herzelinde aus dessen Fängen zu befreien. Doch nicht genug damit, dass ihre Suche ständig durch nervige Reisebekanntschaften gestört wird – Lanze und Erdal werden auch noch Opfer einer heimtückischen Intrige des Königshauses. Erdal erfindet unterwegs den Döner. Roberto Blanco hat einen Gastauftritt als Getränkelieferant für die Hippie-Kommune des Schwarzen Ritters. Am Ende wird aus dem tumben Tor Lanze unter Mithilfe seines Freundes Erdal ein einfühlsamer Frauenversteher, der seine herzallerliebste Herzelinde heiraten darf.

## Hintergrund
- Laut Til Schweiger: „Die Idee zu dem Film stammt von meinen Kindern, die sich einen Kinderfilm von mir wünschten“.[3]
- Zum Film ist auch ein von Daedalic Entertainment entwickeltes PC-Spiel erschienen.

## Kritiken
Die Kritiken sind eher negativ: Die Gags werden als banal und pubertär abgetan, während der Slapstick nur rudimentär funktioniere. Die Mittelalter-Parodie mit anachronistischen Elementen aus der Gegenwart bleibe ein langweiliger Ritt auf der Erfolgswelle parodistischer Formate. Obwohl das Staraufgebot Publikum anlocken mag, werden die humoristischen Ansätze als oberflächlich bewertet. Auch sein Versuch, Monty Python-ähnliche Komik einzubringen, lasse die meisten Gags verpuffen. Ein Film, der möglicherweise einige witzige Momente bieten könne, aber insgesamt nicht überzeuge und vermutlich nicht das Publikum in Scharen ins Kino locken werde.

„Peinliche Promi-Parade: Til Schweiger hat den verhassten Kritikern eine Pressevorführung seines neuen Films verweigert. Nicht ohne Grund. … Banal-Gags und Rudimentär-Slapstick. … Der Film ist gerade so lahm, wie sein Trailer ihn ausweist.“

„Wenn die Gags besser wären und über pubertäre Witzchen über Lanzes Lanze hinausgingen, wäre daraus sogar eine richtige Komödie geworden.“

„Seichte Mittelalter-Farce mit ein paar witzigen Ansätzen und Regieeinfällen. Bei diesem Comedy-Format sitzt Til Schweiger nicht fest genug im Turniersattel.“

Die Deutsche Film- und Medienbewertung FBW in Wiesbaden verlieh dem Film das Prädikat „Wertvoll“.

## Soundtrack
Zum Film ist auch eine CD mit dem Original-Soundtrack erschienen; darunter ein Song, den Til Schweiger selbst singt, Walta Sattla über den Robin Hood parodierenden Wegelagerer Walter Sattler.